# 정장오
정장오(鄭長吾, 1954년 ~ 2011년 3월 11일)는 창원지방법원과 서울서부지방법원에서 법원장을 역임한 법조인이다.

## 생애
1954년 전라남도 영광군에서 태어난 정장오는 제20회 사법시험에 합격해 광주지방법원 판사에 임용되어 광주지방법원 목포지원, 수원지방법원, 광주고등법원에서 판사를 하다가 대법원 재판연구관을 거쳐 부장판사로 승진하여 제주지방법원, 서울지방법원, 광주고등법원, 서울고등법원에서 부장판사를 하면서 사법연수원 교수를 겸직하였다.
서울중앙지방법원 부장판사로 재직할 때 인터넷 사이트 운영자가 저작권 침해 파일이 유통되는 것을 방치한 데 대해 최초로 손해배상 책임을 인정했으며 서울고등법원에서 재직하던 2009년 2월 법원장으로 승진하여 창원지방법원과 서울서부지방법원에서 법원장으로 재직하다 퇴임하였다.